# Volodimir Golubnichi
Volodimir Stepanovich Golubnichi (en ucraniano: Володимир Степанович Голубничий) (Sumy, RSS de Ucrania, Unión Soviética, 2 de junio de 1936 - Sumy, Ucrania, 16 de agosto de 2021) y nombrado a menudo como Vladimir Golubnichi, fue un marchista ucraniano que compitió representando a la Unión Soviética. Fue el dominador de los 20 km marcha en las décadas de 1960 y 1970, ganando un total de cuatro medallas olímpicas. Además fue campeón de Europa en 1974 y campeón de la URSS en 1960, 1965, 1966, 1968, 1972 y 1974.
Comenzó en el atletismo en 1953 y fue seleccionado para el equipo nacional de la URSS en 1959. 
Entrenaba en Sumy en las instalaciones VSS Spartak club para el que competía.

## Distinciones
- Honorary Diploma of the Cabinet of Ministers of Ukraine
- Maestro emérito del deporte de URSS
- Medalla de los Trabajadores Distinguidos
- Orden al Mérito de primera clase
- Orden de Mérito (Ucrania), 3ª clase
- Orden de la Bandera Roja del Trabajo
- Orden de la Insignia de Honor
- Order of Merit (Ukraine), 2nd class